# Hệ ghi số Ấn Độ–Ả Rập
Bản mẫu:Các hệ ghi số
Hệ ghi số Ấn Độ-Ả Rập hay còn được gọi là Hệ ghi số Hindu-Arab (hay cũng được gọi là Hệ ghi số Ả Rập hay Hệ ghi số Ấn Độ) là một hệ đếm thập phân mang tính vị trí, và là hệ thống phổ biến nhất biểu diễn các con số trên thế giới.
Hệ đếm này được phát minh trong khoảng thế kỷ 1 và thế kỷ 4 bởi toán học Ấn Độ. Nó được chấp nhận bởi toán học Ả Rập vào thế kỷ 9. NHững tác phẩm có ảnh hưởng đến việc truyền bá hệ số này vào thế giới Ả Rập là những tác phẩm của Muḥammad ibn Mūsā al-Khwārizmī (Bàn về Cách tính toán đối với Số Ấn Độ, khoảng năm 825) và Al-Kindi (Về việc sử dụng Số Ấn Độ, khoảng năm 830). Hệ ghi số này đã nhanh chóng lan đến châu Âu Trung cổ vào thời Trung kỳ Trung Cổ.
Hệ số dựa trên 10 ký tự (ban đầu là 9 ký tự). Những ký tự được sử dụng để thể hiện hệ ghi số này, về nguyên tắc, độc lập đối với chính hệ ghi số. Trong thực tế, các ký tự này đã được phát triển từ hệ ghi số Brahmi và đã thay đổi thành nhiều dạng kể từ Trung Cổ.
Những sự sắp xếp ký tự trên có thể được chia thành 3 nhóm: Hệ ghi số Tây Ả Rập được sử dụng tại Maghreb và châu Âu, hệ ghi số Đông Ả Rập (hay cũng được gọi là Hệ ghi số Ấn Độ) được sử dụng tại Trung Đông và hệ ghi số Ấn Độ được sử dụng tại tiểu lục địa Ấn Độ.

## Thư viện
- Flegg, Graham (2002). Numbers: Their History and Meaning. Courier Dover Publications. ISBN 0-486-42165-1.
- The Arabic numeral system – MacTutor History of Mathematics